# 吉林警察学院
吉林警察学院，是一所位于吉林省长春市的公安类普通本科高等院校，隶属吉林省公安厅，是吉林省唯一一所公安院校。

## 历史沿革
- 1949年10月14日，创建吉林省公安干部学校，位于吉林省吉林市八百垄，位于原满洲国师道学校旧址。
- 1955年4月，迁至长春市铁北二道沟，6月，更名吉林省公安学校。
- 1957年12月，吉林省公安学校并入吉林省行政干部学校，迁至长春市伪满皇宫旧址。
- 1959年5月，撤销吉林省行政干部学校，部分分出，成立吉林省政法干部学校。
- 1968年11月，撤销吉林省政法干部学校。
- 1973年10月，复校吉林省政法干部学校。
- 1978年4月，吉林省政法干部学校创建公安中专班。
- 1980年，吉林省政法干部学校公安中专班独立升格吉林省人民警察学校，合署办公。
- 1981年，吉林省政法干部学校独立另建，后参与合组吉林省行政管理干部学院。部分建立吉林省公安干部学校，与吉林省人民警察学校合署办公。
- 1985年，吉林省公安干部学校升格吉林公安专科学校，成为专科学校。
- 1989年，吉林省人民警察学校移往吉林市，不再合署办公。
- 1993年6月，吉林公安专科学校更名吉林公安高等专科学校。
- 2001年10月，迁址长春净月经济开发区。
- 2010年，升格吉林警察学院，成为本科学校。

## 院系设置
- 侦查系、治安系、刑事技术系、交通管理系、法律系、信息工程系、中外语言系、经济管理系、艺术系。
- 公共基础教研部、警察体育教研部、社会科学教研部。